# Formosatettix tianmushanensis
Formosatettix tianmushanensis är en insektsart som beskrevs av Zheng, Z. och Houhun Li 2001. Formosatettix tianmushanensis ingår i släktet Formosatettix och familjen torngräshoppor. Inga underarter finns listade i Catalogue of Life.